# Lobopteromorpha picea
Lobopteromorpha picea är en kackerlacksart som beskrevs av Lucien Chopard 1952. Lobopteromorpha picea ingår i släktet Lobopteromorpha och familjen småkackerlackor.
Artens utbredningsområde är Madagaskar. Inga underarter finns listade i Catalogue of Life.